# 文龙街道
文龙街道是中华人民共和国重庆市綦江区下辖的一个街道办事处，也是綦江县最为繁华的商业圈。在文龙街道的巨龙商圈，有德克士、交易市场、元方广场等人流量较为集中的区域。文龙街道的商业是在綦江县中数一数二的，平均每天文龙街道的人流量在10万人左右。

## 历史沿革
2020年1月8日，从文龙街道析出通惠街道。调整后，文龙街道与通惠街道北起新盛街道与原文龙街道天桥社区、共同村交界处，向南沿共同村与天桥社区、九龙社区、核桃湾社区、文龙社区界线至綦新公路，沿綦新公路、原綦隆公路跨綦万高速至长石中路，沿长石中路、通惠大道、长石西路至惠滨一路，接人行步道至通惠河，沿通惠河、双龙路、孟家院互通（沱湾方向）、綦江火车站货场西侧外墙、虹桥路至綦江河结束。界线以东为通惠街道，以西为文龙街道。

## 行政区划
文龙街道下辖以下地区：
孟家院社区、菜坝社区、石佛岗社区、代家岗社区、长生沟社区、杨家湾社区、核桃湾社区、沙溪社区、天桥社区、文龙社区、红旗村、春灯村、东五村、松榜村、太公村、白庙村和金钗村。